# Пеньков Герман Юрійович
Герман Юрійович Пеньков (нар. 26 травня 1994, Макіївка, Донецька область, Україна) — український футболіст, воротар футбольного клубу «Буковина».

## Життєпис
Герман Пеньков народився 26 травня 1994 року в місті Макіївка Донецької області. У ДЮФЛУ захищав кольори «Княжої» та донецького «Металурга» (2008—2011). З 2011 по 2015 роки виступав у молодіжній та юнацьких командах «Металурга», у футболці яких зіграв 65 матчів (пропустив 104 м'ячі). Після розформування донецького «Металурга» перейшов до складу кам'янської «Сталі». Дебютував у футболці «Сталі» 16 липня 2017 року в переможному (1:0) домашньому поєдинку 1-го туру прем'єр-ліги проти луганської «Зорі». Цей матч Герман відстояв «на нуль».
У липні 2018 року Герман Пеньков перейшов до ФК «Карпати» (Львів), з яким уклав контракт на два роки.